# Agrostis wightii
Agrostis wightii é uma espécie de gramínea do gênero Agrostis, pertencente à família Poaceae.